# Laura/Mon Ciccì
Laura/Mon Ciccì è il secondo singolo della cantante italiana Cristina D'Avena, pubblicato nel 1982 dalla Five Records S.r.l. e distribuito da C.G.D. Messaggerie Musicali S.p.A.

## Descrizione
Laura è la sigla italiana dell'omonimo cartone animato giapponese ispirato alla serie televisiva statunitense La casa nella prateria, scritta da Mario Rasini su musica di Augusto Martelli.
Mon Ciccì è la sigla italiana del cartone animato omonimo scritta da Roberto Garbanino su musica di Marino Marini.

## Tracce
- LP: FM 13010

Lato A
1. Laura – 4:02 (testo: Mario Rasini – musica: Augusto Martelli; edizioni musicali Canale 5 Music)

Lato B
1. Mon Ciccì – 2:30 (testo: Roberto Garbarino – musica: Marino Marini; edizioni musicali Canale 5 Music)

## Produzione
- Alessandra Valeri Manera – Produzione artistica e discografica
- Direzione Creativa e Coordinamento Immagine Mediaset – Grafica

## Produzione e formazione dei brani
- Augusto Martelli – Produzione e arrangiamento, direzione orchestra
- Tonino Paolillo – Registrazione e mixaggio al Mondial Sound Studio, Milano
- Orchestra di Augusto Martelli – Esecuzione brani
- Paola Orlandi – Cori

## Pubblicazioni all'interno di album, raccolte e singoli
Laura e Mon Ciccì sono state inserite all'interno di alcuni album della cantante
| Anno | Album o singolo                          | Titolo    | Versione                                                                              |
| ---- | ---------------------------------------- | --------- | ------------------------------------------------------------------------------------- |
| 1982 | Do re mi... Five - Cantiamo con Five     | Laura     | Versione originale                                                                    |
| 1982 | Do re mi... Five - Cantiamo con Five     | Mon Ciccì | Versione originale                                                                    |
| 1982 | Mon Ciccì                                | Mon Ciccì | Versione originale                                                                    |
| 1986 | Memole dolce Memole                      | Laura     | Versione originale                                                                    |
| 2005 | Cartoonlandia Girls                      | Mon Ciccì | Versione originale                                                                    |
| 2006 | Cartoonlandia Boys & Girls Story         | Mon Ciccì | Versione originale                                                                    |
| 2007 | Cristina D'Avena e i tuoi amici in TV 20 | Laura     | Versione originale                                                                    |
| 2011 | Cartoonlandia Story '80-'90              | Mon Ciccì | Versione originale                                                                    |
| 2018 | Cristina D'Avena Fanclub: 20.01.18       | Mon Ciccì | Dal vivo a Bologna il 20 gennaio 2018, in occasione del raduno del fan club ufficiale |